# Castor River South
Castor River South est un district de services locaux situé à l'ouest de l'Île de Terre-Neuve, dans la province de Terre-Neuve-et-Labrador, au Canada.